# Antakarana
Els Antakarana (o Antankaraña, Antakaragna, Tankarana), constitueixen un poble de Madagascar vivint a la regió de Antsiranana al nord de l'illa. El nom significa « els que poblen els Tsingy » o encara « els que poblen la muntanya rocosa ».

## Història

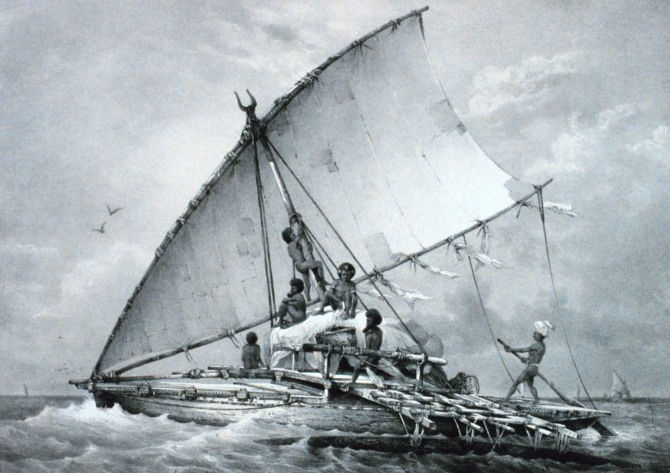
Waka - "canoa amb balancí" austronesi (que ha donat en malgaix la paraula vahoaka-el "poble", del proto-austronesi va-waka - "aquells de les canoes", "poble de la mar") : els primers Ntaolo austronesis han probablement utilitzat canoes semblants per arribar fins a Madagascar marxant de les illes de la Sonda

### Un origen austronesi comú a tota l'illa: elsVahoakaNtaolo-Vazimba iVezo(350 aC - 1500 dC.)

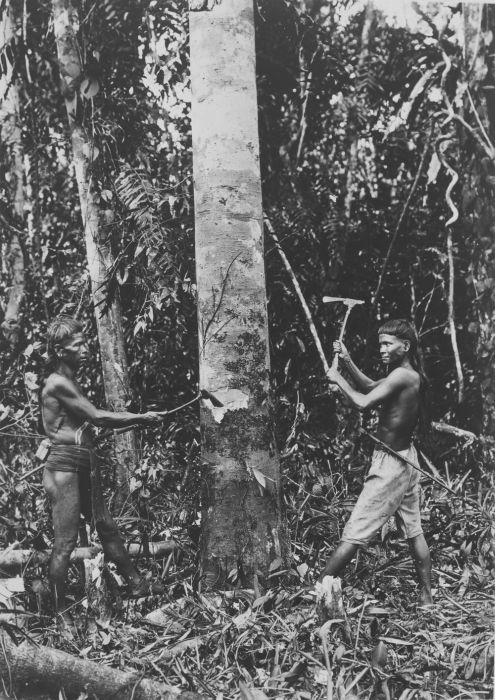
Vaγimba - "aquells del bosc" en proto-Barito del Sud-Est (antiga llengua austronèsica parlada sobretot a Borneo). Foto Wikicommons : Dayak de Borneo

Les nombroses investigacions pluridisciplinars recents - arqueològiques, genètiques, linguistiques i històriques - confirmen totes que el conjunt del poble malgaix és principalment procedent del arxipèlag indonesi. Arribats probablement a la costa Oest de Madagascar en canoes amb balancí (waka) al començament de la nostra era - fins i tot 200 o 300 anys abans segons els arqueolegs -, aquests pioners navegadors austronesis són coneguts per la tradició oral malgaix sota el nom dels Ntaolo (de (n)ta(u/w) - *olo - "els homes d'abans", "els "ancians", de (n)ta (u/w)-"homes" i *olo- "primer", "origen", "començament", "cap" en proto-Malai-Polinesi (MP)). És igualment probable que aquests ancians s'anomenessin en llengua protopolinèsia ells mateixos els Vahoaka (de Va-*waka "poble/els de les canoes" o "poble de la mar", de *waka-"canoa (amb balancí)" en proto-malai-polinesi), terme significant simplement avui el "poble" en malgaix.
Sobre el plànol morfològic/fenotípic, aquest origen sud-oriental asiàtic inicial dels malgaixos explica, per exemple al nivell dels ulls, el "pli épicantal" asiàtic de la paupera superior (epicanthic fold) difós en tots els malgaixos siguin de les costes o dels altiplans, que tinguin la pell clara, ombrívola o coure.
Aquests vahoaka ntaolo ("poble original o primer") austronesis estan a l'origen de la llengua malgaix comuna a tota l'illa, així com de tot el fons cultural malgaix: costums antics (com aquella d'amortallar els difunts en una piragua al fons de la mar o d'un llac), agricultura antiga (la cultura del taro-saonjo, del plàtan, de la nou de coco i de la canya de sucre), l'arquitectura tradicional (casa vegetal de base quadrada sobre pilons), la música (els instruments com la conce marina antsiva, el tambor de cerimònia hazolahy, el xilofon atranatrana, la flauta sodina o encara la valiha) i la dansa (sobretot la "dansa dels ocells" que es troba a la vegada al centre i al sud).
Al començament del poblament anomenat "període paleomalgaix", els Ntaolo es subdividiren, segons les seves tries de subsistència, en dos grans grups : els vazimbes (de *ba/va-yimba-"els del bosc", de *yimba "bosc" en proto barito del sud-est, avui barimba o orang rimba en malai) que es van instal·lar -com el seu nom la indica- en els boscos de l'interior i els vezos (de *ba/va/be/ve-jau, "els de la costa" en proto-malai-javanès, avui veju en bugi, bejau en malai, bajo en javanès) que es van quedar a la costa oest.
El qualificatiu Vazimba designava doncs a l'origen els Ntaolo cassadors i/o recol·lectors que van decidir d'establir-se "al bosc", sobretot en els boscos de les altures i altiplans centrals de la gran illa i les de la costa est i sud-est, mentre que els Vezo eren els Ntaolo pescadors que es van quedar a les costes de l'oest i del sud (probablement les costes del primer desembarcament).

### El període feudal malgaix: naixement dels grans regnes (1600-1895)
Des del final del primer mil·lenni fins a 1600 aproximadament, els vazimbesa de l'interior com els vezos de les costes van acollir nous immigrant mitjà-orientals (perses shiraziz, àrabs omanites, jueus arabitzats) i orientals (Indis gujaratis, malais, javanesos, bugis) fins i tot europeus (portuguesos) que es van integrar i es van aculturitzar amb la societat vezo i vazimba, sovint per aliança matrimonial. Encara que minoritaris, les aportacions culturals, polítiques i tecnològiques d'aquests nous arribats a l'antic món vazimba i vezo va modificar substancialment la seva societat i serà a l'origen dels grans canvis del segle xvi que conduiran a l'època feudal malgaix.

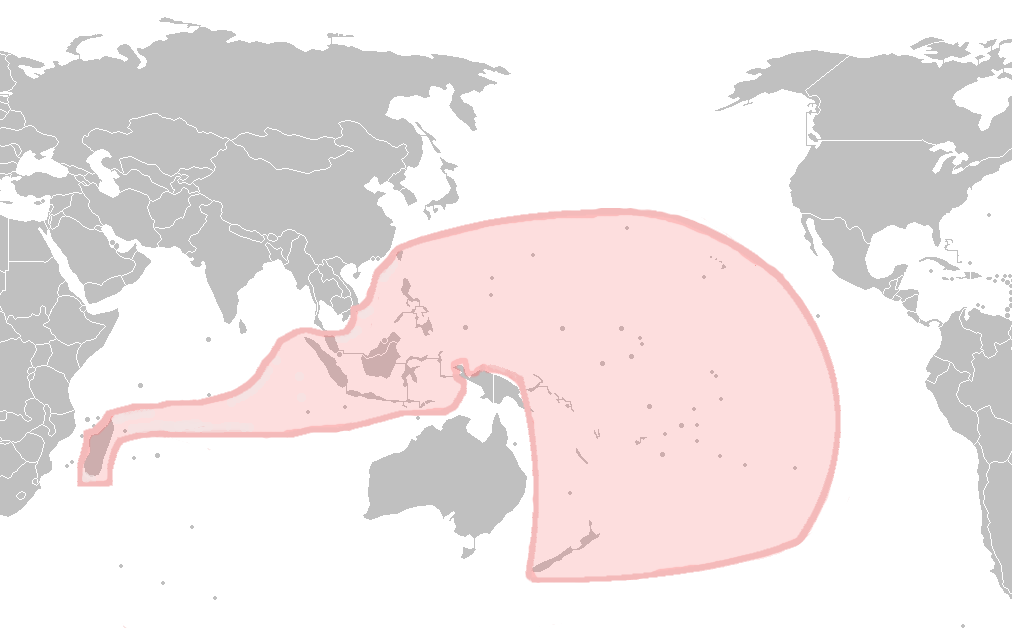
Mapa de l'expansió dels austronesis.

A les terres de l'interior, les lluites per l'hegemonia dels diferents clans vazimbes dels altiplans centrals (que els altres clans vezos de les costes anomenaven els Hova) desembocaren en el naixement de les ètnies i/o regnes Imerina, Betsileo, Bezanozano, Sihanaka, Tsimihety i Bara.
Sobre les costes, la integració dels nous immigrats orientals, mitjà-orientals i africans va donar naixement a les ethnies i/o regnes Antakarana, Boina, Menabe i Vezo (costa oest), Mahafaly i Antandroy (sud), Antesaka, Antambahoaka, Antemoro, Antanala, Betsimisaraka (costa est).
El naixement d'aquests grans regnes "néo-vazimbes"/"néo-vezos" va modificar essencialment l'estructura política de l'antic món dels Ntaolo, però la gran majoria de les antigues categories va romandre intacte al si d'aquests nous regnes: la llengua comuna, els costums, les tradicions, els afers sagrats, l'economia, l'art dels ancians etc. van romandre preservades en la seva gran majoria, amb variacions de formes segons les regions.

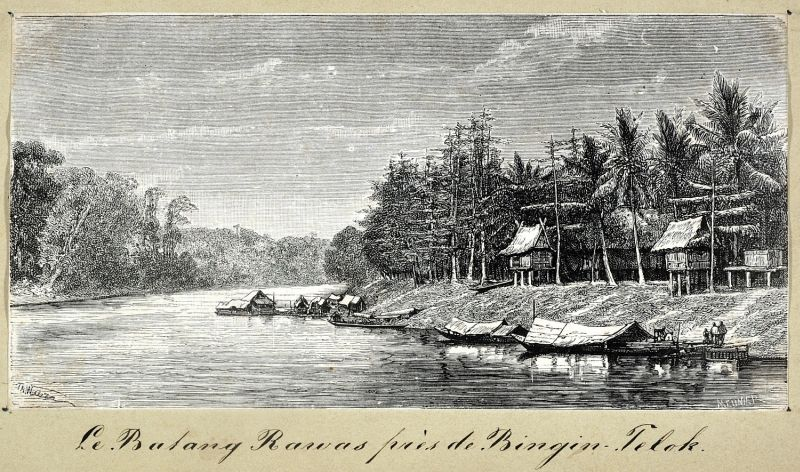
Poble austronesi amb levu sobre pilons (*levu-"cases" en proto-austronesi que ha donat en malgaix an-devu -"a la casa") : tots els pobles dels ntaolos vazimbes i vezos de Madagascar eren probablement similars en el primer mil·lenni. Es troba també aquest model avui dia sobre totes les costes de la gran illa i en les zones interiors llunyanes (boscos, etc.)

## Llengua
El dialecte antakarana (o tankarana) és una branca del malgaix, una llengua malaia-polinèsia del grup barito.

## Filmografia
- ((francès)) Madagascar : Salama, país Antakarana !, pel·lícula realitzada per Marc Mopty, La Harmattan vídeo, París, Zarafa pel·lícules (distrib.), 2006, 52’ (DVD)